# Гружчанська сільська рада (Макарівський район)
Гружчанська сільська рада — колишній орган місцевого самоврядування у ліквідованому в 2020 році Макарівському районі Київської області з адміністративним центром у с. Грузьке.

## Загальні відомості
Історична дата утворення: в 1918 році. Водоймища на території, підпорядкованій даній раді: Сиївка.

## Населені пункти
Сільській раді підпорядковані населені пункти:
- с. Грузьке
- с. Весела Слобода

## Склад ради
В останні роки рада складалася з 14 депутатів та голови.
Секретар ради: Міщенко Лідія Олексіївна

## Історія місцевого самоврядування
У Російській Імперії Грузька була центром сільської громади — найнижчої адміністративної одиниці, яку очолював староста, обираний на 3 роки сільським сходом.
З 1866 до 1880 року село Грузька було центром однойменної волості Київського повіту, яка потім увійшла до складу Бишівської.
Грузьківська сільська рада була створена 1918 року. Її перший голова Іван Сергійович Петрусь був порубаний денікінцями, які 1919 року увійшли в село.
У час гітлерівської окупації в Грузькому був центр сільської управи. Її староста — Сидір Тарасович Форостовець після звільнення села засуджений на 20 років ув'язнення, помер 25 лютого 1945 року в Іркутській області.
Найдовше головою села була Ольга Олександрівна Артеменко.
Гружчанська сільська рада припинила свою діяльність у грудні 2020 року внаслідок реорганізації, шляхом приєднання до Бишівської сільської ради, згідно з рішенням Бишівської сільської ради Фастівського району Київської області № 15- 01-VIII від 02 грудня 2020 року.

## Голови сільської ради і старости села
| ПІБ                           | Основні відомості                                                         | Дата обрання | Дата звільнення |
| ----------------------------- | ------------------------------------------------------------------------- | ------------ | --------------- |
| Петрусь Йосип                 | Сільський староста                                                        | 1862         |                 |
| Петрусь Іван Сергійович       | Сільський голова                                                          | 1918         | 1919            |
| Бабенко Онисько Пилипович     | Сільський голова                                                          | 1919         | 1923            |
| Новохатній Назар Панасович    | Сільський голова                                                          | 1923         |                 |
| Свертока Ганна Трохимівна     |                                                                           |              |                 |
| Терновий                      | із с. Соснівка                                                            |              |                 |
| Форостовець Сидір Тарасович   |                                                                           |              |                 |
| Некуй Федір Єфремович         | 1891 р.н., голова сільради під час колективізації                         |              |                 |
| Клименко Авдотія              |                                                                           |              |                 |
| Панюхно Василь Гнатович       |                                                                           |              | 1941            |
| Форостовець Сидір Тарасович   | Сільський староста, обраний ОУН                                           | 1941         | 1943            |
| Зухар Терентій Петрович       | Голова сільської ради, 1899 р.н.                                          |              | 1949            |
| Осталецький Григорій Якович   | Голова сільської ради, 1911 р.н.                                          | Червень 1949 |                 |
| Бабенко Степан Іванович       |                                                                           |              |                 |
| Артеменко Ольга Олександрівна | Сільський голова                                                          |              | 2006            |
| Каран Леонід Борисович        | Сільський голова, 1972 року народження, освіта, безпартійний              | 26.03.2006   | 31.10.2010      |
| Каран Леонід Борисович        | Сільський голова, 1972 року народження, освіта вища, член Партії регіонів | 31.10.2010   | 02.12.2020      |

Примітка: таблиця складена за даними джерела

## Після адмінреформи 2020 року
Згідно з Рішенням Бишівської сільської ради Фастівського району Київської області № 217- 14 — VIII від 29 жовтня 2021 року було утворено Гружчанський старостинський округ Бишівської сільської територіальної громади, що охоплює територію колишнього органу місцевого самоврядування — Гружчанської сільської ради. Округ створений Бишівською сільською радою з метою забезпечення представництва інтересів жителів населених пунктів старостою. В окрузі працюють староста і діловод.
Староста — Ларчикова Тетяна Володимирівна (з 02.12.2020 до 24.12.2021 та з квітня 2023); Міщенко Лідія Олексіївна (24.12.2021 — 04.2023).